# Stazione di Giardinetti
La stazione di Giardinetti fu una stazione ferroviaria di Roma attiva fino al 3 agosto 2015. Si trattava di una fermata passante sulla ferrovia Roma-Fiuggi-Alatri-Frosinone fino al 2008, poi da tale data fino alla sua chiusura capolinea della Roma-Giardinetti.
In seguito alle modifiche alla mobilità del quadrante est romano e all'apertura dell'omonima fermata Giardinetti della linea C della metropolitana, la stazione è chiusa a tempo indeterminato in attesa della sua destinazione definitiva.

## Storia
La stazione, originariamente semplice fermata passante, venne inaugurata il 2 giugno 1916 in concomitanza con l'apertura del tratto da Genazzano a Termini-Laziali della ferrovia Roma-Fiuggi-Alatri-Frosinone.
Nel 2008 questa venne elevata a stazione, ammodernata e dotata di un nuovo fabbricato viaggiatori e di un terzo binario. In quel periodo venne affiancata da un'altra fermata, provvisoria, costruita a causa della chiusura della vecchia fermata. Il 5 luglio 2008 la fermata provvisoria venne definitivamente soppressa insieme al tratto Pantano-Giardinetti (poi riutilizzato per il tracciato della linea C) e, in sua sostituzione, la rinnovata stazione di Giardinetti rientrò in servizio come capolinea. Contemporaneamente iniziò la costruzione della stazione della metropolitana.

## Strutture e impianti

### Stazione vecchia
La stazione del 1916 era una semplice fermata provvista di 2 binari di corsa serviti da banchine laterali scoperte. Dal 2008 è dotata di un nuovo fabbricato viaggiatori e due banchine coperte da pensiline in acciaio che servono i tre tronchini (di cui uno, il terzo, installato ex novo), originariamente passanti; tutto il piazzale è comandato da un banco ACEI situato all'interno di un locale del fabbricato viaggiatori. Durante la sua ricostruzione era affiancata da un'altra fermata, condividendo il suo stesso nome, che in seguito venne però demolita e sostituita dal nuovo impianto.

### Fermata provvisoria
La piccola fermata provvisoria del 2008, istituita durante la trasformazione in capolinea, era posta sulla Via Casilina, alla progressiva chilometrica 9+600 nelle immediate adiacenze del nuovo impianto, in direzione Frosinone dopo un passaggio a livello anch'esso provvisorio e poi soppresso insieme ad essa. Era composta di una semplice banchina che dava in direzione Roma su via dei Ruderi di Torrenova; al termine dei lavori del capolinea, la piccola banchina provvisoria fu smantellata.

## Movimento
La fermata fino al 1986, quando la Roma-Fiuggi-Alatri-Frosinone venne limitata a Pantano, era servita dal servizio STEFER. Dal 2010 alla sua chiusura, il traffico è stato espletato dall'ATAC. Il servizio sulla linea durava dalle 5:00 alle 23:00.

## Servizi
La stazione disponeva di:
- Biglietteria automatica

## Interscambi
La stazione offriva i seguenti interscambi:
- Fermata metropolitana (Giardinetti, linea C)
- Fermata autobus ATAC e COTRAL